# Bisače
Bisače je nenaseljeni hrvatski jadranski otočić. Pripada Korčulanskom otočju, u Pelješkom kanalu, a nalazi se oko 1400 metara sjeverno od istočnog rta otoka Korčule.
Njegova površina iznosi 0,046 km². Dužina obalne crte iznosi 1,07 km.

## Vanjske poveznice
|  | Zajednički poslužitelj ima još gradiva o temi Bisače |